# NGC 7012
NGC 7012 ist eine cD-Galaxie vom Hubble-Typ E5 im Sternbild Mikroskop am Südsternhimmel. Sie ist schätzungsweise 393 Millionen Lichtjahre von der Milchstraße entfernt und hat einen Durchmesser von etwa 280.000 Lichtjahren.
Das Objekt wurde am 1. Juli 1834 von John Herschel entdeckt.